# Pilophorus dislocatus
Pilophorus dislocatus är en insektsart som beskrevs av Knight 1968. Pilophorus dislocatus ingår i släktet Pilophorus och familjen ängsskinnbaggar. Inga underarter finns listade i Catalogue of Life.